# ردود فعل وسائل الإعلام على غارة أسطول غزة
تراوحت ردود أفعال وسائل الإعلام بشأن الغارة على أسطول غزة في 31 مايو 2010 بين الدعم القوي والإدانة القوية لإسرائيل. وتضمنت الانتقادات مقتل مدنيين، وتنفيذ الغارة، وتزايد التعاطف مع معارضي إسرائيل أو أعدائها، وتزايد عزلة إسرائيل.

## إسرائيل
وأظهر استطلاع للرأي بين اليهود الإسرائيليين نشرته صحيفة معاريف في الثاني من يونيو/حزيران أن 94.8% منهم يوافقون على أنه كان من الضروري إيقاف القوارب، بينما قال 62.7% إنه كان ينبغي التعامل مع الأمر بطريقة مختلفة. ورأى 8.1% فقط أن على نتنياهو أن يستقيل. ولم تذكر الصحيفة عدد الأشخاص الذين شملهم الاستطلاع أو تحدد هامش الخطأ. 
تركزت الانتقادات داخل إسرائيل لعملية الأسطول بشكل كبير على تنفيذ الغارة وليس الحصار. إن وسائل الإعلام الإسرائيلية، التي كانت قد أيدت في البداية عملية الجيش الإسرائيلي وأكدت رواية الجيش الإسرائيلي للحادث، انتقدت العملية لاحقًا باعتبارها نفّذت بطريقة سيئة. وقالت صحيفة هآرتس إن الجيش الإسرائيلي وقع في فخ نصبه منظمو الأسطول. وفي حين دُعم الجنود الإسرائيليين، تعرضت الحكومة للانتقاد بسبب وضعها إسرائيل في موقف حرج.
كان عنوان صحيفة هآرتس الإسرائيلية في البداية "غارة فاشلة على أسطول غزة الحر"، ثم تغير عنوانها على الإنترنت لاحقًا إلى "إسرائيل تخشى ردود فعل دبلوماسية في أعقاب وفيات أسطول غزة"، بينما ذهبت صحيفة معاريف إلى "فشل الأسطول".
علّق الصحفي الإسرائيلي جدعون ليفي في مقال رأي قائلاً: "ستدفع إسرائيل مرة أخرى ثمنًا دبلوماسيًا باهظًا، وهو ما لم يُحسب مسبقًا. ومرة أخرى، لم تُقنع آلة الدعاية الإسرائيلية إلا الإسرائيليين الذين خضعوا لغسيل أدمغة، ومرة أخرى لم يسأل أحد: ما الغرض من ذلك؟ لماذا أُلقي بجنودنا في فخ الأنابيب والكرات؟ ماذا جنينا من ذلك؟"

## تركيا
قارن فرحات كينتل من تراف ضحايا غارة أسطول غزة بهرانت دينك. قال سولي أوزيل، أستاذ العلاقات الدولية في جامعة إسطنبول بيلجي، وكاتب عمود في صحيفة خبر تورك، ومساهم دائم في نسخة ' واشنطن بوست العالمية في إسطنبول:
هناك الآن دماء مدنية بين البلدين. لا بد من تغيير المسار الطبيعي للعلاقات.
وقد انتقد كونيت أولسيفير، المعلق في صحيفة حريت اليومية، هيئة الإغاثة الإنسانية وحقوق الإنسان والحريات، قائلاً: "سوف يفهم الناس قريباً جداً أن هيئة الإغاثة الإنسانية وحقوق الإنسان والحريات تضر بتركيا، وحذر من أن تأثير الأزمة سيكون إقناع الغرب بأن تركيا تتحالف مع أمثال إيران وسوريا وحماس وحزب الله".

## الولايات المتحدة
وذكرت صحيفة واشنطن بوست وشبكة سي بي إس نيوز أن المشرعين الأميركيين من كلا الحزبين أعربوا عن دعمهم لإسرائيل في أعقاب الإدانة الدولية المتزايدة في أعقاب الغارة. قال ممثل الحزب الديمقراطي في نيويورك أنتوني وينر "كان الأمر يتعلق بالتحريض على مشاجرة وقد نجحوا في ذلك". وقال ممثل آخر عن نيويورك، غاري أكرمان ‏، للجنة الشؤون الخارجية في مجلس النواب الأمريكي ‏ إنه "يدعم بقوة حق إسرائيل في الدفاع عن نفسها، وحق قوات الكوماندوز البحرية الإسرائيلية، التي كانت تنفذ مهمة قانونية، في الدفاع عن نفسها باستخدام القوة عندما تعرضت لهجوم وحشي". تقرير بوليتيكو. وبحسب قناة فوكس نيوز، قال السيناتور الأمريكي جون ماكين إن النشطاء المؤيدين للفلسطينيين "يريدون إثارة أزمة دولية... ومن الواضح أنهم نجحوا في ذلك"، كما تساءل أيضًا عن التزام الرئيس أوباما بأمن إسرائيل في أعقاب الأزمة الحالية.
وطرحت صحيفة لوس أنجلوس تايمز عدة أسئلة بشأن المسؤولية عن الاشتباك، في حين قالت إنه لا يزال هناك الكثير مما يتعين تعلمه عن الحادث. بينما جاء في الافتتاحية: "كما هو الحال غالبًا في الأحداث التي تشمل إسرائيليين وفلسطينيين، فإن الروايات المتضاربة تسمح لمؤيدي أي موقف تقريبًا بسماع ما يريدون سماعه". وأضافت الافتتاحية: "لكن يبدو أن هذا لا يمكن إنكاره: لقد ألحقت إسرائيل ضررًا جسيمًا بنفسها. [وذلك لأن] قرار نشر قوات مسلحة لعرقلة ما بدا وكأنه مهمة سلمية، ثم السماح لهم بالانخراط في معركة أسفرت عن مقتل هذا العدد الكبير من المدنيين، حتى لو قبلنا الرواية الإسرائيلية للأحداث، سيُمثل ضربة أخرى لعملية السلام المتعثرة، وسيُغذي حجج من يزعمون أن استخدام إسرائيل "غير المتناسب" للقوة دليل على استهتارها بحياة البشر". مع إقرارها بأن الغارة لن تُركز الانتباه على الحصار نفسه، خلصت الافتتاحية أيضًا إلى القول: "هذه الصفحة تدعم حق إسرائيل في الدفاع عن نفسها. ندعم التدابير المعقولة لوقف القصف عبر الحدود ومنع دخول الأسلحة بشكل غير قانوني إلى غزة برًا أو بحرًا. نعارض دعوة حكومة حماس المستمرة إلى تدمير إسرائيل. لكننا نريد أيضًا أن نرى نهاية للحصار، الذي يُمثل عقابًا جماعيًا لنحو مليون ونصف فلسطيني."
نقلت صحيفة نيويورك تايمز عن بيان يُزعم أنه صادر عن منظمي الأسطول قوله: "إن أي رد فعل عنيف من إسرائيل سيُنعش حركة التضامن مع فلسطين، وسيُلفت الانتباه إلى الحصار". ثم أضافوا: "لا عذر لإسرائيل في سوء تعاملها مع الحادث". وأن الغارة تبيّن أنها "جرحٌ عميقٌ ألحقته بنفسها. لقد أضرّت بعلاقات إسرائيل مع تركيا، التي كانت في السابق أقرب حليف لها في العالم الإسلامي؛ ومنحت حكومة حماس في غزة دعمًا دعائيًا هائلًا؛ وعقّدت محادثات السلام مع السلطة الفلسطينية في الضفة الغربية". كما تساءلت: "لماذا قررت إسرائيل، التي منعت بعض السفن وسمحت لأخرى بالمرور، اتخاذ موقف الآن؟ هل بذلت جهدًا حقيقيًا للتوصل إلى تسوية مع تركيا، التي وافقت على الأسطول؟ [مع أن] لإسرائيل الحق في منع دخول الأسلحة إلى غزة، إلا أنه لم يُشر إلى أن السفن كانت تحمل كميات كبيرة من الأسلحة". خلصت صحيفة نيويورك تايمز إلى أنه "من الضروري التصريح بوضوح بأن الهجوم الإسرائيلي غير مقبول، ودعم تحقيق دولي محايد. كما ينبغي على الولايات المتحدة أن تنضم إلى الأعضاء الدائمين الآخرين في مجلس الأمن التابع للأمم المتحدة – بريطانيا وفرنسا وروسيا والصين – في حث إسرائيل على رفع الحصار نهائيًا". وجاء في افتتاحية أخرى أن "تركيا غاضبة، وهذا أمر مفهوم"، لكن "المسؤولين الأتراك سمحوا لغضبهم وخطابهم أن يتجاوزا الحدود... إسرائيل تستحق الانتقاد على كارثة الأسطول. لكن تأجيج المشاعر المعادية لإسرائيل دون مبرر هو أمر غير مسؤول وخطير".
ووصفت صحيفة سان فرانسيسكو كرونيكل الغارة بأنها "كارثة على كل المستويات". كما زعمت أن "أعداء إسرائيل لم يكونوا ليخططوا لعملية أكثر فوضى:... مما أدى إلى تبادل الاتهامات، وانتهاكات للسياسات، وتعميق عزلة إسرائيل... عملية السلام، التي تمر بمرحلة التبريد، قد وصلت إلى نقطة اللاعودة... الحلقة تعيد سرد قصص قديمة. أراد المتعاطفون مع الفلسطينيين مواجهةً بشأن حصار إسرائيل لغزة التي تسيطر عليها حماس... وتجاهلوا عروض الرسو في الموانئ الإسرائيلية ونقل المساعدات برًا... لحظة مروعة أخرى في الشرق الأوسط ستبقى لتشل التقدم في المستقبل... كان الهدف بوضوح لفت الانتباه إلى الحصار، الذي تعتبره إسرائيل ضروريًا للحد من الإرهاب، ويعتبره النقاد قاسيًا وغير ناجح". وخلصت إلى أنه "لا سبيل سوى الاعتراف بخطأ جسيم. بدونه، ستُحكم على المنطقة بمستقبل خالٍ من التغيير والأمل".
في مقال رأي، ذكرت صحيفة وول ستريت جورنال أن "تصرفات إسرائيل في اقتحام أسطول السفن المتجهة إلى قطاع غزة كانت مبررة تمامًا، وربما لا مفر منها". مع ذلك، أضافت الصحيفة تحذيرًا: "للأسف، تحولت إلى فشل ذريع تكتيكي واستراتيجي يُلحق المزيد من الضرر بسمعة الدولة اليهودية الدولية المهتزة". وشدد مقال منفصل في وول ستريت جورنال على حاجة إسرائيل إلى منع وصول الأسلحة المتطورة إلى حماس: "على من يندد بإسرائيل اليوم أن يقترح على الأقل كيفية منع وصول الأسلحة إلى حماس، أو أن يفكروا في الدور الذي ستلعبه إداناتهم في تشجيع حرب أخرى". وذكر مقال آخر أنه "كلما ازدادت الحقائق التي تكشفت عن الأسطول وركابه ورعاته، اتضح أن حكومة رئيس الوزراء رجب طيب أردوغان، أكثر بكثير من حكومة إسرائيل، يجب أن تُحاسب على أحداث العنف التي وقعت يوم الاثنين". بعد وصف الروابط بين الجمعية الخيرية الإسلامية التي نظمت الأسطول والجماعات الإرهابية، ذكرت صحيفة وول ستريت جورنال: "لا عجب أن إسرائيل لم تكن مستعدة للسماح لهذا الأسطول بكسر حصارها لغزة.... من حق إسرائيل تمامًا منع حماس من الارتباط بجماعات يشتبه في أنها تزود الإرهابيين بالأسلحة والمال. كما بذلت إسرائيل قصارى جهدها لإعطاء تركيا تحذيرًا عادلًا...". وتضيف وول ستريت جورنال أن السياسة الخارجية التركية في عهد أردوغان أصبحت متطرفة بشكل متزايد وخارجة عن خط الولايات المتحدة.
وقالت صحيفة واشنطن بوست إن الغارة كانت "كارثة دبلوماسية لحكومة بنيامين نتنياهو". ورغم أن التحقيقات القادمة ستُلقي باللوم على كثيرين، إلا أنه من الواضح أن رد إسرائيل على الأسطول المؤيد للفلسطينيين كان مُضلّلاً وسيئ التنفيذ. وجاء في الافتتاحية أيضًا: "لا نتعاطف مع دوافع المشاركين في الأسطول... والواضح أن الهدف الاسمي للمجموعة، وهو إيصال المساعدات "الإنسانية" إلى غزة، كان ثانويًا مقارنةً بهدف إثارة المواجهة". وأضافت: "ومع ذلك، كان التهديد لإسرائيل سياسيًا أكثر منه عسكريًا. وحتى الآن، لم تظهر أي مؤشرات على أن القوارب كانت تحمل صواريخ أو أسلحة أخرى لحماس". وتابعت: "كان ينبغي أن يكون هدف السيد نتنياهو منع المسلحين من إثارة الحادث الذي كانوا يأملون فيه. وكان السماح للقوارب بالرسو في غزة، كما فعلت إسرائيل سابقًا، أفضل من إرسال قوات كوماندوز عسكرية لاعتراضها. ومما فاقم الخطأ أن الجنود الذين نزلوا من المروحيات إلى العبارة التركية الرئيسية لم يكونوا مستعدين للسيطرة على ركابها دون استخدام القوة المميتة". وخلصت إلى أن "رئيس الوزراء (نتنياهو) في ورطة متزايدة؛ ومخرجه الوحيد هو التوجه نحو الوسط". وذكرت افتتاحية أخرى أنه بينما "كان للحكومات الغربية الحق في القلق إزاء سوء تقدير إسرائيل... [فإنها] يجب أن تشعر بنفس القلق على الأقل إزاء الحكومة التركية... التي أظهرت تعاطفًا مع المتشددين الإسلاميين وميلًا إلى خطاب ديماغوجي بشع تجاه إسرائيل، وهو أمرٌ ينبغي أن يكون غير مقبول من عضو في حلف شمال الأطلسي". وفي إشارة إلى بيان تركيا، أشارت المقالة إلى أنه "لم يكن لدى إسرائيل سبب وجيه للاشتباك مع 'المشرعين الأوروبيين، والصحفيين، وقادة الأعمال، وناجٍ من الهولوكوست'، "لم يكن هناك قتال مع هؤلاء الأشخاص، أو مع خمسة من أصل ستة قوارب في الأسطول. وقعت كل أعمال العنف على متن العبارة التركية مافي مرمرة، وكان جميع القتلى أعضاء أو متطوعين في "الجمعية الخيرية" الإسلامية التي كانت تملك السفينة. زعمت الافتتاحية أن هيئة الإغاثة الإنسانية التركية "عضو في تحالف الخير"، وهو تحالف شُكِّل لتقديم الدعم المادي لحماس، والذي صنفته الولايات المتحدة كيانًا إرهابيًا عام 2008". ثم أضافت: "ينبغي أن تكون العلاقة بين حكومة السيد أردوغان وهيئة الإغاثة الإنسانية التركية محورًا أساسيًا لأي تحقيق دولي في الحادثة. "ويزعم المقال، "في الأيام التي تلت الحادث الذي تعترف هيئة الإغاثة الإنسانية التركية بأنها استفزته، بذل [أردوغان] قصارى جهده للتنافس مع محمود أحمدي نجاد في إيران حسن نصر الله في حزب الله في مهاجمة الدولة اليهودية [ووصف] تصرفات إسرائيل بأنها "إرهاب دولة". [وإسرائيل] دولة لا ترحم ولا جذور لها. وصفت الافتتاحية تشبيه داود أوغلو بأن "هذا الهجوم أشبه بهجمات 11 سبتمبر بالنسبة لتركيا" بأنه "مقارنة بذيئة". هاجمت المقالة أردوغان قائلةً إن "محاولته استغلال الحادث تأتي بعد أسبوعين فقط من انضمامه إلى رئيس البرازيل في التعاون مع السيد أحمدي نجاد، الذي يساعده في محاولة عرقلة فرض عقوبات جديدة من الأمم المتحدة". وذكرت المقالة أن تحركات تركيا جاءت رغم مبادرات إدارة أوباما. "اللافت للنظر في تحوله نحو التطرف أنه يأتي بعد أكثر من عام من التودد الدؤوب من إدارة أوباما، التي تغاضت، من بين أمور أخرى، عن سلوكه المناهض للديمقراطية في الداخل، وساعدته في محاربة حزب العمال الكردستاني الكردي، وراعت الحساسيات التركية تجاه الإبادة الجماعية للأرمن". وتعاني إسرائيل من عواقب سوء تقديرها وتجاهلها للمصالح الأميركية. "فهل سيكون سلوك السيد أردوغان بلا ثمن؟"
قالت صحيفة يو إس إيه توداي : "عمليًا، لا تُهمّ الحجة. باختيارها الهجوم على قافلة السفن الست التي كانت تحاول كسر الحصار المفروض على غزة منذ ثلاث سنوات، منحت إسرائيل خصومها نصرًا لم يكن بإمكانهم تحقيقه بوسائل أخرى، وفي الوقت نفسه تركت نفسها والولايات المتحدة وعملية السلام المتعثرة في الشرق الأوسط في مأزق كبير... ومع ذلك، ظلت إسرائيل مُصرّة على موقفها، مُصوّرةً منظمي الأسطول على أنهم تهديدٌ مُميت، بشكلٍ غير مُقنع". وقارنت الصحيفة بين الأمرين قائلةً: "من المؤسف أن الإسرائيليين افتقروا إلى نفس البصيرة، وهو أمرٌ لافتٌ للنظر في ضوء تاريخهم. لم يكن هناك حدثٌ أهمّ في تأسيس إسرائيل من المواجهة التي وقعت قبل 63 عامًا بين سفينة إكسودس...". ورأوا أنه كـ"حلٍّ ذكيٍّ للمأزق الحالي... ينبغي على إسرائيل السماح بدخول المساعدات الإنسانية إلى غزة بشرط تفتيش الشحنات أولًا بحثًا عن أسلحة. على الفلسطينيين قبول هذا القيد. على الولايات المتحدة والأمم المتحدة السعي لضمان تطبيقه".

## كندا
وقالت صحيفة تورنتو صن ‏ إن الهجوم أضر بسمعة إسرائيل، وأشارت إلى أنها "ربما أرادت إعادة النظر في الأوامر التي أدت إلى الاشتباك المميت يوم الاثنين". وعللت ذلك بأن هذا، إلى جانب اغتيال أحد قادة حماس في دبي، "ترك وراءه سلسلة من الأدلة واسعة النطاق، أضرّت بسمعة عمليات الاستخبارات والأمن الأسطورية في البلاد". وأضافت: "بالنسبة لعملية السلام، تبدو هذه القصة ذات صلة بطرق قد لا تكون واضحة للوهلة الأولى، كما لو أن شيئًا ما قد تغير. الأمر ليس بهذه البساطة كتعثر إسرائيل في كارثة علاقات عامة أو فقدان الدعم الدولي، كما يصوره البعض". ومع ذلك، قالت أيضًا: "بالنسبة للفلسطينيين، أبرزت هذه القصة الانقسام بين غزة المحاصرة التي تحكمها حماس والضفة الغربية، التي كانت أفضل حالًا من نواحٍ عديدة لعدم كونها غزة تحت سيطرة حماس".

## أوروبا
نشرت صحيفة التايمز مقالاً لرئيس الوزراء الإسباني السابق خوسيه ماريا أثنار، قال فيه إن على العالم دعم إسرائيل، لأنه "إذا سقطت، فسنسقط جميعاً. في عالم مثالي، ما كان هجوم الكوماندوز الإسرائيلي على سفينة "مافي مرمرة" ليُسفر عن تسعة قتلى وعشرات الجرحى. في عالم مثالي، لكان الجنود قد استُقبلوا بسلام على متن السفينة". في المقال، انتقد أثنار تركيا، لوضعها إسرائيل "في موقف حرج" يُجبرها إما على التنازل عن أمنها أو مواجهة إدانة عالمية. وخلص أزنار إلى أن إسرائيل هي خط الدفاع الأول للغرب، ولابد من حمايتها.
ووصفت صحيفة فاينانشال تايمز الهجوم بأنه "عمل قرصنة صارخ"، يوجه ضربة لشرعية نضال إسرائيل. وتابعت الصحيفة: "تزعم إسرائيل أن النشطاء كانوا على صلة بجماعات متطرفة، وأن بعضهم هاجم جنودًا إسرائيليين بالسكاكين والعصي (وفي بعض الروايات بأسلحة نارية خفيفة). وحتى لو كان هذا صحيحًا، فإنه لا يبرر الاستيلاء غير القانوني على السفن المدنية التي تحمل مساعدات إنسانية في المياه الدولية، ناهيك عن استخدام القوة المميتة."
وكتب غونتر نونينماشر من هيئة تحرير صحيفة فرانكفورتر ألجماينه تسايتونغ أن إسرائيل يبدو أنها فقدت كل إحساس بالتناسب ولن تهتم بالرأي العام. إن الغارة على القافلة من شأنها أن تشكل مستوى جديدًا من التصعيد.
ذكرت صحيفة "جوتارني ليست" ‏ الكرواتية اليومية أن كرواتيا في وضع لا تحسد عليه، لأن "البلاد، من جهة، تشعر بمسؤولية تجاه إسرائيل، ولطالما عكست سياساتها هذه المسؤولية. ومن جهة أخرى، تُعدّ تركيا حليفًا مهمًا في المنطقة، بفضل تأثيرها على عمليات الإصلاح في البوسنة والهرسك، وبصفتها شريكًا تجاريًا متناميًا لكرواتيا".
وقالت صحيفة وول ستريت جورنال إن الشكوك بشأن رواية هيئة الإغاثة الإنسانية التركية للأحداث التي وقعت على متن سفينة مافي مرمرة "تبدو وكأنها تسارعت نتيجة للانتقادات غير المتوقعة لأفعال هيئة الإغاثة الإنسانية التركية من جانب الزعيم الإسلامي المعتدل التركي فتح الله غولن ". كتب كونيت أولسيفير، المعلق التركي في صحيفة حريت اليومية، "سوف يفهم الناس قريبًا جدًا أن هيئة الإغاثة الإنسانية وحقوق الإنسان والحريات تضر بتركيا، وحذر من أن تأثير الأزمة سيكون إقناع الغرب بأن تركيا تتحالف مع أمثال إيران وسوريا وحماس وحزب الله". وقالت صحيفة وول ستريت جورنال إن الشكوك حول رواية هيئة الإغاثة الإنسانية وحقوق الإنسان والحريات للأحداث على متن سفينة مافي مرمرة "يبدو أنها تسارعت نتيجة للانتقادات غير المتوقعة لأفعال هيئة الإغاثة الإنسانية وحقوق الإنسان والحريات من الزعيم الإسلامي التركي المعتدل فتح الله غولن ". نشرت صحيفة "فاكيت" المحافظة الدينية على صفحتها الأولى أسماء وصور ثمانية كتاب أعمدة صحفيين انتقدوا تعامل الحكومة مع قضية الأسطول، ووصفتهم بأنهم "خبراء العلاقات العامة الذين يطلقون الرصاص على سفينة المساعدات".

## الاستجابة الفنية
كانت فرق بيكسيز وغوريلاز وكلاكسونز من بين الفرق الموسيقية المقرر أن تعزف في مهرجان بيك في تل أبيب. مهرجان نيك. وبحسب منظمي المهرجان، ألغت المجموعات الثلاث خططها بسبب الغارة البحرية. بالإضافة إلى ذلك، ألغى جيل سكوت هيرون ظهوره.
كتبت المخرجة البرازيلية إيارا لي ‏ عن تجربتها على متن السفينة في مقالٍ بصحيفة سان فرانسيسكو كرونيكل، قالت فيه: "كان بإمكان البحرية الإسرائيلية القوية الاقتراب بسهولة من سفينتنا والسطو عليها في وضح النهار أو اللجوء إلى خيارات سلمية لتعطيلها. لكن بدلًا من ذلك، شنّ الجيش الإسرائيلي هجومًا ليليًا بقوات كوماندوز مدججة بالسلاح... خشيت على حياة رفاقي الركاب عندما سمعتُ دويّ إطلاق نار على سطح السفينة، ورأيتُ لاحقًا جثث العديد من القتلى تُنقل إلى الداخل... وبعد انتهاء الحادثة، استولى الجنود الإسرائيليون على سفننا، واختطفونا بشكل غير قانوني من المياه الدولية، وسحبونا إلى ميناء أشدود، واعتقلونا جميعًا على متنها". واختتمت حديثها قائلةً: "ما حدث لأسطولنا يحدث لشعب غزة يوميًا. ولن يتوقف هذا حتى يُطبّق القانون الدولي على جميع الدول، بما فيها إسرائيل".
ألغى ميج رايان ودستن هوفمان ظهورهما في مهرجان القدس السينمائي في عام 2010. وبحسب المدير المساعد للمهرجان، ييجال مولاد هايو، لم يقدم أي منهما المناخ السياسي كسبب مباشر لإلغاء مشاركتهما في المهرجان، ولكن أصبح من الواضح تمامًا أن هذا كان السبب.
الاستجابة الكوميدية
أنتجت قناة لاتما تي في، وهي مبادرة من مركز سياسة الأمن، وهي منظمة محافظة بشدة تقع في واشنطن العاصمة، مقطع فيديو بعنوان |نحن نخدع العالم ‏" على أنغام أغنية "نحن العالم" الشهيرة التي صدرت عام 1985. الفيديو، الذي نُشر على الإنترنت، يسخر من النوايا السياسية للناشطين على متن سفينة مرمرة، حيث يغني ما يصل إلى اثني عشر عضوًا مما يسمى "جوقة الأسطول" – بعضهم يرتدي مجموعة متنوعة من الزي العربي التقليدي – أبياتًا ساخرة، مثل: "لا يوجد أشخاص يموتون، لذا فإن أفضل ما يمكننا فعله هو خلق أكبر خدعة على الإطلاق". اعتذر المكتب الصحفي للحكومة الإسرائيلية لاحقًا عن تداول رابط للفيديو الذي يسخر من الناشطين على متن السفينة، وأوضح أنه لا يمثل الموقف الرسمي لإسرائيل. تم البدء في إنتاج الفيلم على يد كارولين جليك، نائبة المدير الإداري وكاتبة العمود في صحيفة جيروزالم بوست.
الفيلم الوثائقي
وفي أعقاب الحدث ومقاطع الفيديو المتنوعة التي قدمتها كل من تركيا وإسرائيل، أنتج المخرج الإيراني سعيد فرجي أسطول الحرية، وهو فيلم وثائقي مدته 56 دقيقة عن الحدث، كأول مشروع فيلم طويل له. تم عرض الفيلم على ثلاثة أجزاء في 16 و17 و18 نوفمبر 2010 وعلى قناة التلفزيون الإيراني الأولى والقناة الرابعة.

## وصلات خارجية
- Editorial cartoons from around the world
- The Media and the Free Gaza Flotilla: Islamists or Freedom Heroes?